# Musée historique de Bâle
Le Musée historique de Bâle (en allemand Historisches Museum Basel), qui a ouvert ses portes en 1894 dans l’ancienne Barfüsserkirche de Bâle, abrite la plus importante collection d’histoire de la civilisation dans la région du Rhin supérieur.
L’exposition compte des merveilles du passé, témoins de l’artisanat artistique et de la culture au quotidien. L’accent est mis sur la fin du Moyen Âge, la Renaissance, jusqu’à l’époque baroque. Particulièrement remarquables : le trésor de la cathédrale, les tapisseries illustrées de Bâle et de Strasbourg, les fragments de la Danse macabre de Bâle, les autels et sculptures religieuses, les œuvres posthumes d’Érasme de Rotterdam, le cabinet des monnaies et les vitraux.
Le musée conserve également d'anciens cabinets de curiosités qui lui ont été légués, comme les cabinets Amerbach et Faesch, qui présentent les œuvres de grands collectionneurs bâlois des XVIe et XVIIe siècles.
Il expose à l'entrée une raquette et une balle de tennis de Roger Federer, originaire de Bâle.

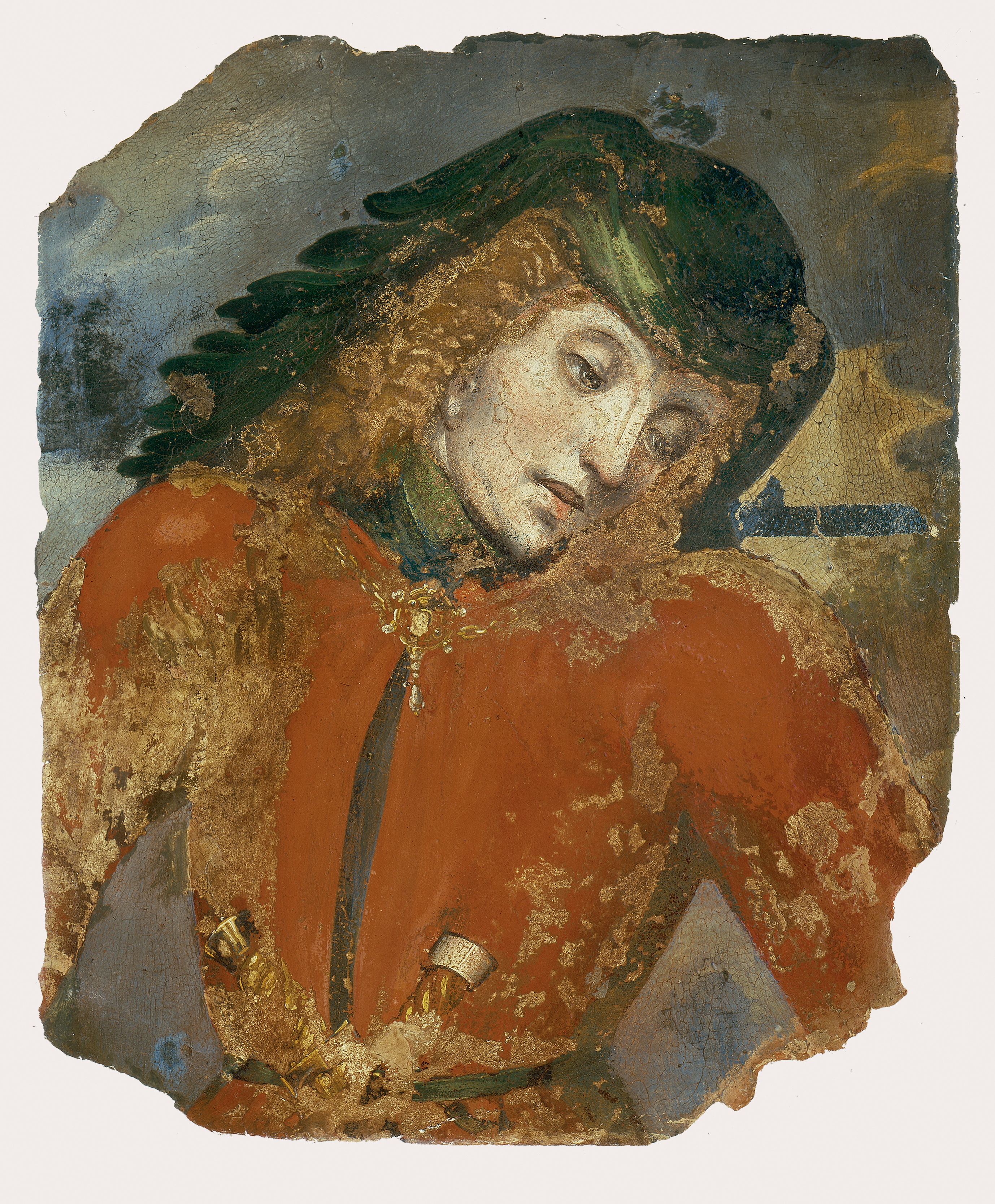
Fragment de la Danse macabre, XVe siècle.
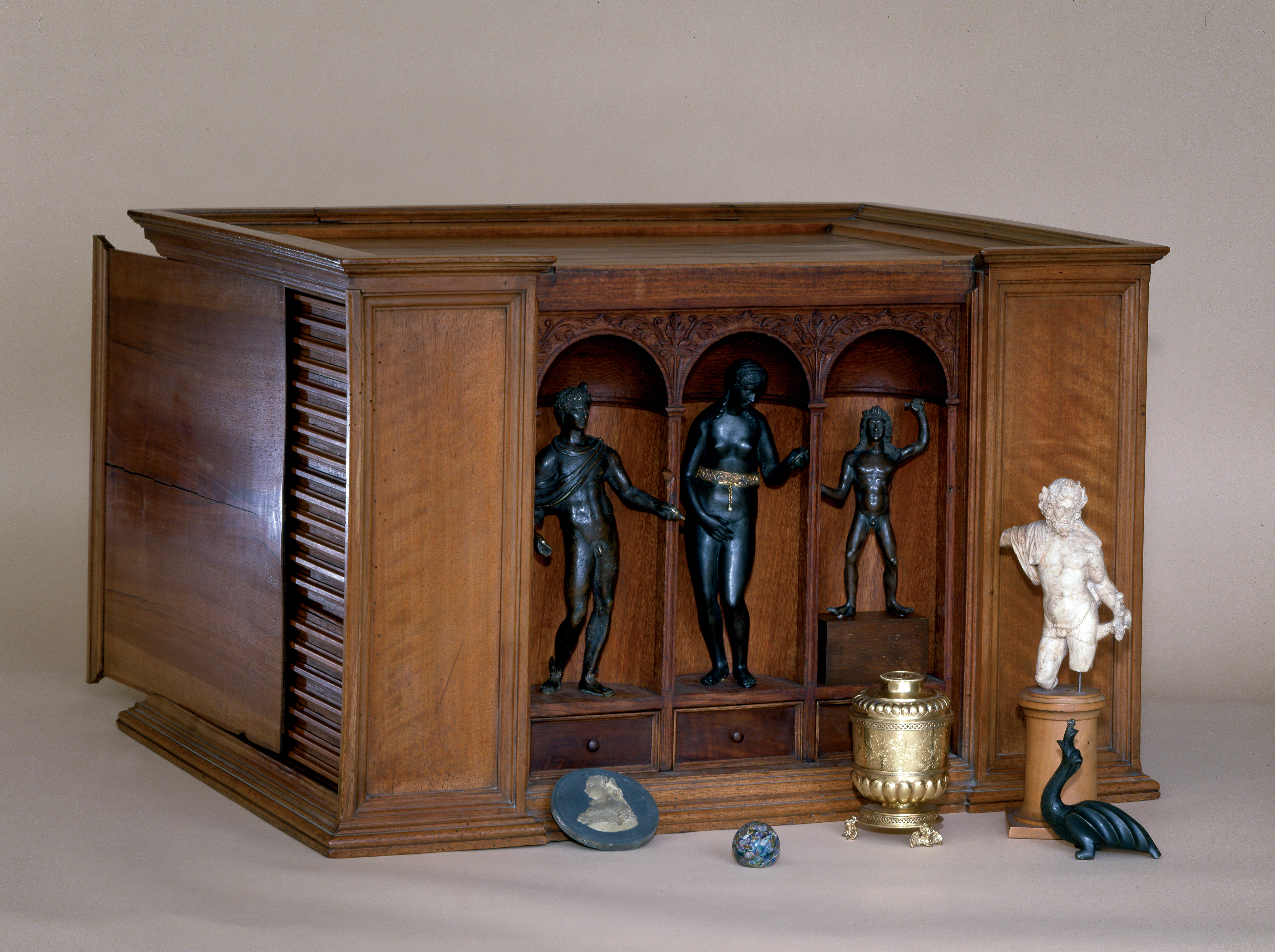
Cabinet de médailles de Basilius Amerbach, Bâle (v. 1578).
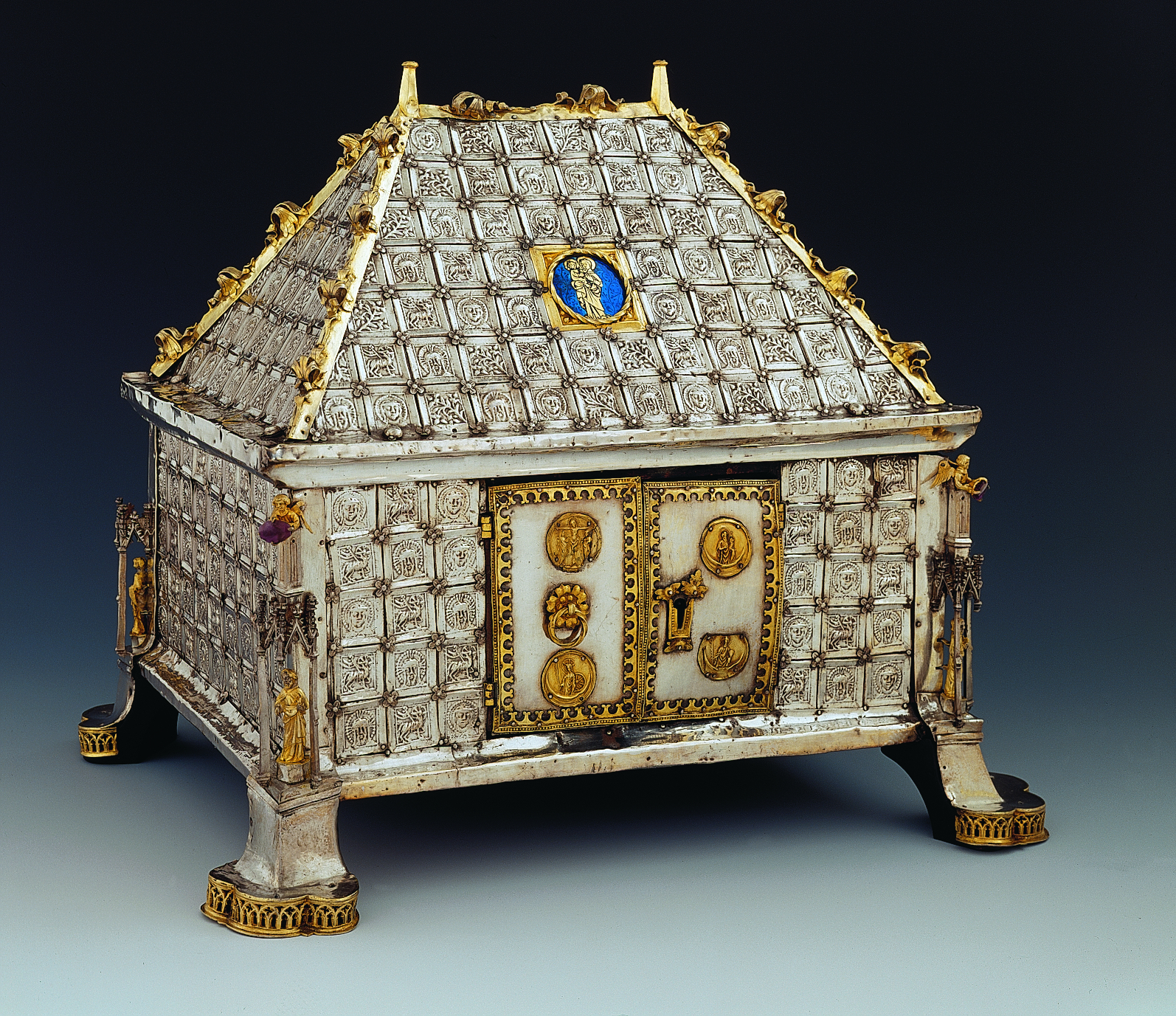
Reliquaire en argent du Trésor de la cathédrale de Bâle, Jakob Stampfer, fin du XIVe siècle.
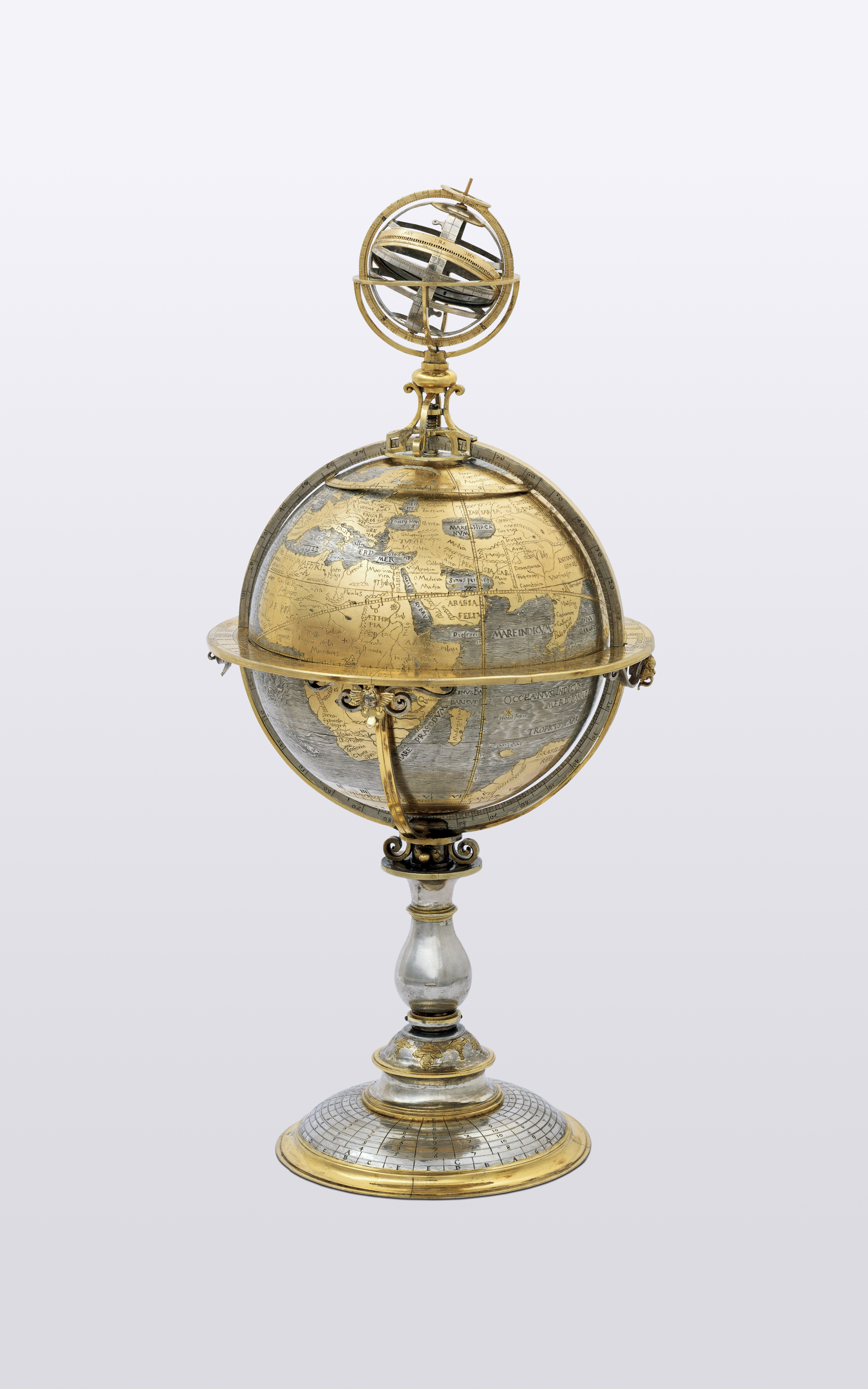
Globe en argent, Jakob Stampfer (v. 1550).
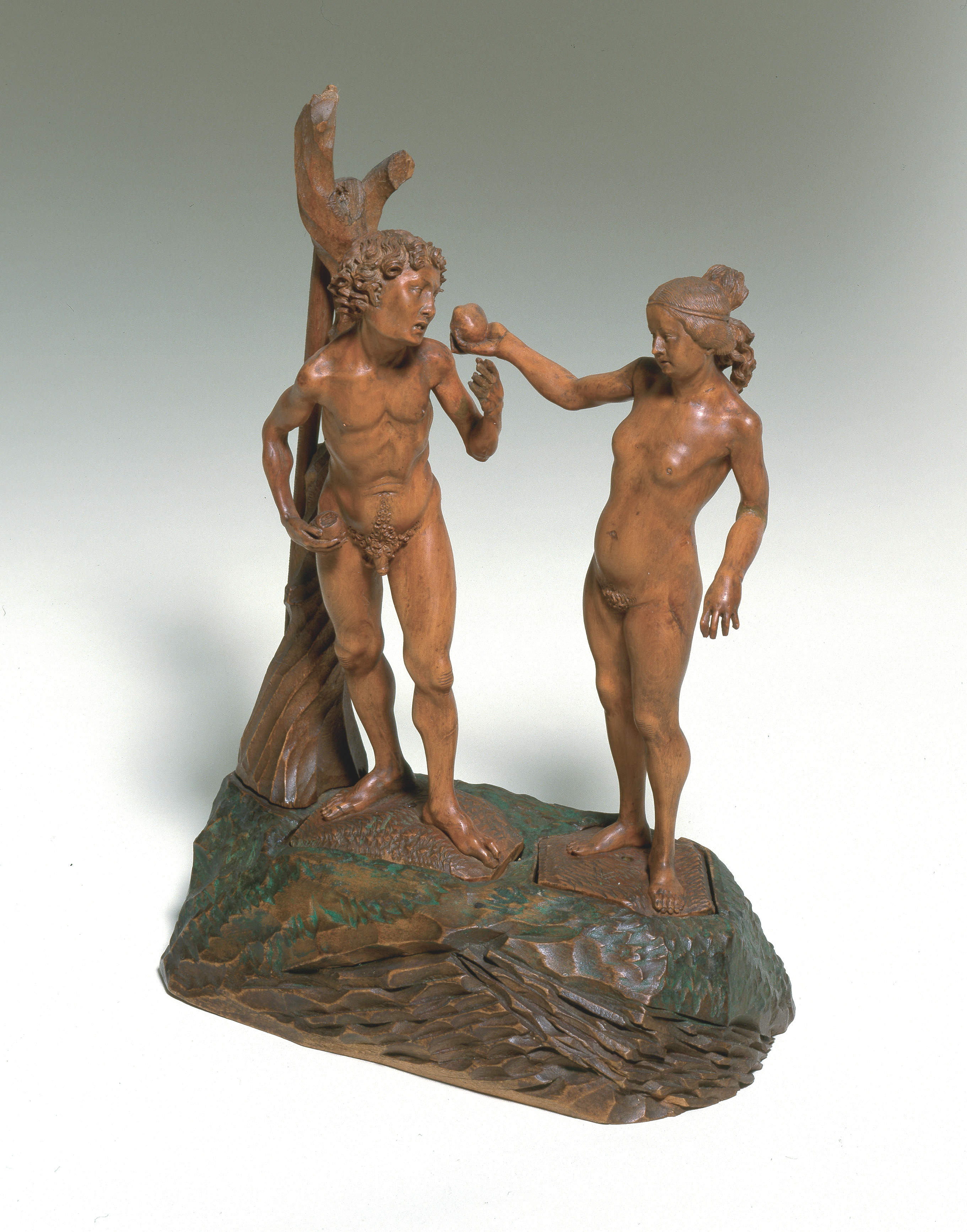
Adam et Ève, Hans Wydyz, bois de buis (v. 1505).
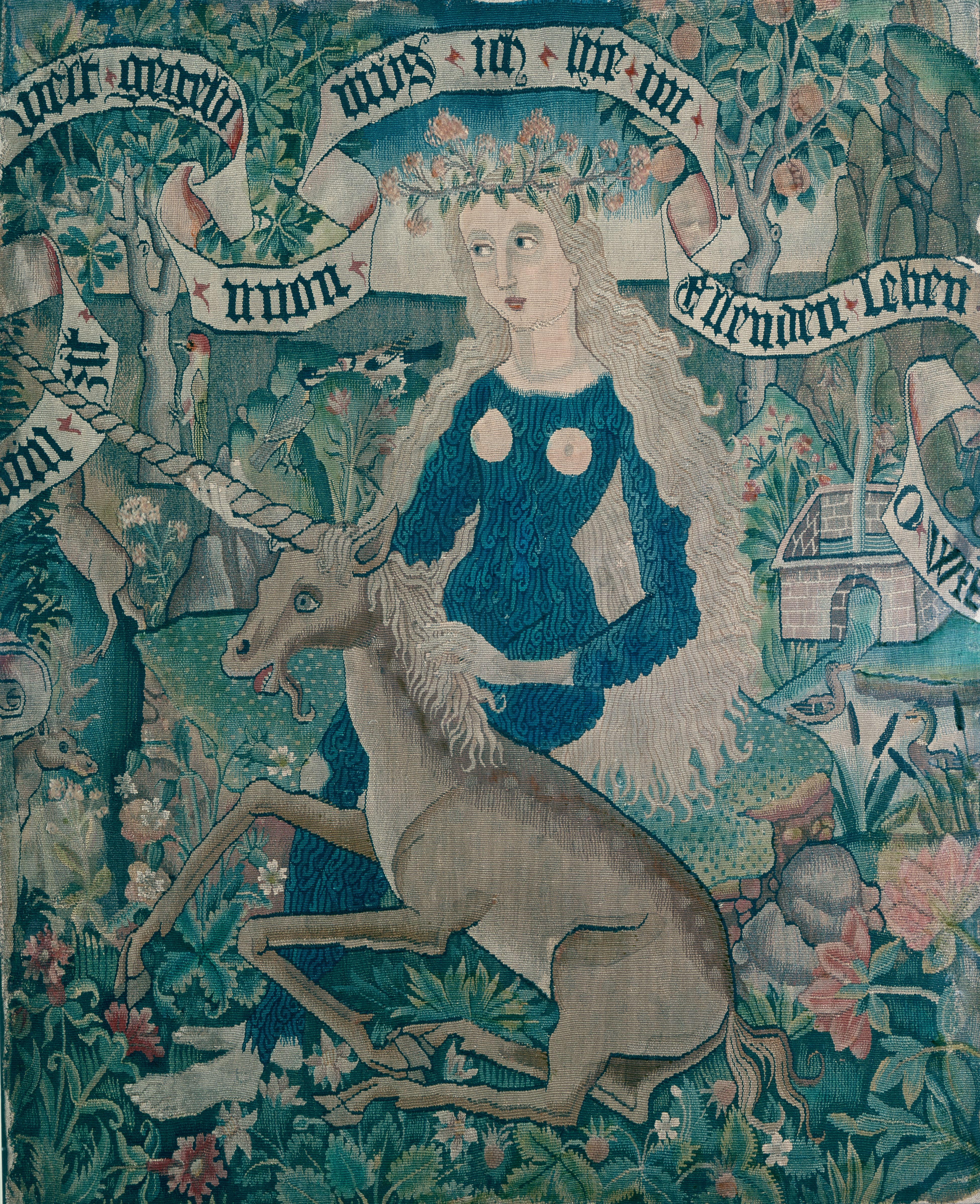
Dame à la licorne, tapisserie, anonyme, Strasbourg (v. 1505).